# Curva de Laffer

Curva de Laffer: t* representa a razão de taxação na qual o valor máximo de arrecadação é atingido.

A curva de Laffer é uma representação teórica da relação entre o valor arrecadado com um imposto a diferentes alíquotas. É usada para ilustrar o conceito de "elasticidade da receita taxável". Para se construir a curva, considera-se o valor obtido com as alíquotas de 0% e 100%. É óbvio que uma alíquota de 0% não traz receita tributária, mas a hipótese da curva de Laffer afirma que uma alíquota de 100% também não gerará receita, uma vez que não haverá incentivo para o sujeito passivo da obrigação tributária receber ou conseguir qualquer valor. Se ambas as taxas - 0% e 100% - não geram receitas tributárias, conclui-se que deve existir uma alíquota na qual se atinja o valor máximo. A curva de Laffer é tipicamente representada por um gráfico estilizado em parábola que começa em 0%, eleva-se a um valor máximo em determinada alíquota intermediária, para depois cair novamente a 0 com uma alíquota de 100%.
Um resultado potencial da curva de Laffer é que aumentar as alíquotas além de certo ponto torna-se improdutivo, à medida que a receita também passa a diminuir.
Em geral, os economistas tem encontrado pouco apoio para a afirmação de que cortes de impostos aumentam as receitas fiscais, ou mesmo que a maioria dos tributos estaria do "lado errado" da curva de Laffer.
A ideia apresentada pela curva de Laffer foi popularizada por Jude Wanniski na década de 1970, com Wanniski dando o nome à curva em referência ao trabalho de Arthur Laffer. Laffer mais tarde disse que o conceito não era original, apontando ideias similares nos trabalhos de um polímata que viveu no norte da África durante o século XIV, chamado Ibne Caldune — que discutira a ideia em sua obra de 1377 Al Muqaddimah, bem como nos estudos de John Maynard Keynes.[carece de fontes?]

## História
Ibn Khaldun, um filósofo do século XIV, escreveu em sua obra O Muqaddimah: "Deve-se saber que, no início da dinastia, a tributação gera uma grande receita a partir de pequenas taxas. No final da dinastia, a tributação gera uma pequena receita a partir de grandes avaliações."

—Arthur Laffer, The Laffer Curve: Past, Present, and Future

### Origem
Laffer afirma que não inventou o conceito, citando vários antecedentes, inclusive o Muqaddimah do estudioso islâmico do século XIV Ibn Khaldun, John Maynard Keynes e Adam Smith. Andrew Mellon, Secretário do Tesouro de 1921 a 1932, articulou uma ideia de política semelhante em 1924.
O nome de Laffer começou a ser associado à ideia após a publicação de um artigo na National Affairs em 1978 que o vinculava à ideia. No artigo da National Affairs, Jude Wanniski relembrou um jantar em 1974 no Two Continents Restaurant no Washington Hotel com Arthur Laffer, Wanniski, Dick Cheney, Donald Rumsfeld e sua secretária de imprensa adjunta Grace-Marie Arnett. Nessa reunião, Laffer, argumentando contra o aumento de impostos do presidente Gerald Ford, teria esboçado a curva em um guardanapo para ilustrar o conceito. Cheney não aceitou a ideia imediatamente, mas ela atraiu a imaginação dos presentes. Laffer não se lembra desse guardanapo, mas escreve: "Eu usava a chamada Curva de Laffer o tempo todo em minhas aulas e com qualquer outra pessoa que quisesse me ouvir".

### Precedentes

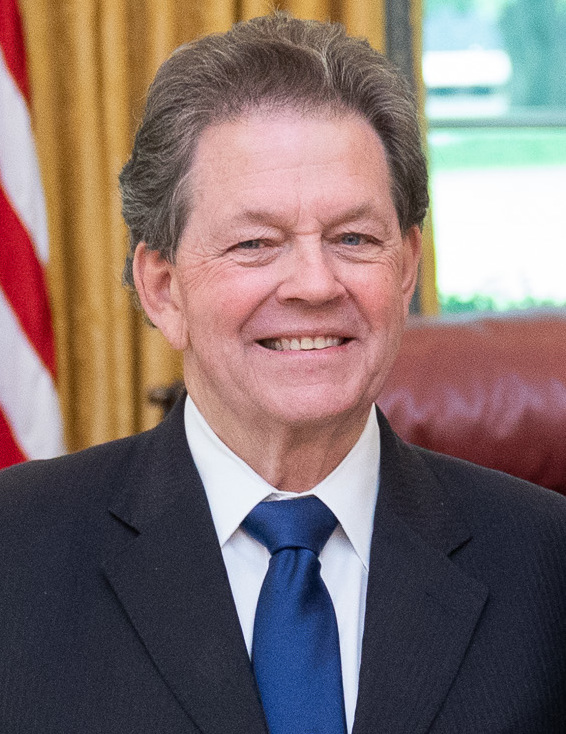
Arthur Laffer

Existem precedentes históricos além dos citados por Laffer. Ferdinando Galiani escreveu em Della Moneta (1751) que "é um erro enorme... acreditar que um imposto sempre gera mais receita à medida que se torna mais pesado". Ele deu o exemplo de uma taxa de pedágio para entrada noturna em uma cidade, que seria menos lucrativa se fosse fixada em um valor excessivamente alto. David Hume expressou argumentos semelhantes em seu ensaio Of Taxes, em 1756, assim como seu colega economista escocês Adam Smith, vinte anos depois.
Na época da Fome Irlandesa, em meados da década de 1840, Edward Twisleton sugeriu que impostos locais mais baixos na Irlanda aumentariam a quantidade de impostos arrecadados com sucesso para o socorro. Uma análise das taxas de arrecadação reais indicou que as áreas com taxas mais altas arrecadavam uma proporção menor do imposto devido.
O Partido Democrata abraçou esse argumento na década de 1880, quando a alta receita proveniente das tarifas de importação aumentadas durante a Guerra Civil (1861-1865) levou a superávits no orçamento federal. O Partido Republicano, que na época tinha sua base no nordeste industrial protecionista, argumentou que a redução das alíquotas diminuiria as receitas.
Em 1924, o secretário do Tesouro Andrew Mellon escreveu: "Parece difícil para alguns entenderem que altas alíquotas de tributação não significam necessariamente grandes receitas para o governo e que, muitas vezes, é possível obter mais receitas com taxas mais baixas". Exercendo seu entendimento de que "73% de nada é nada", ele pressionou pela redução da alíquota máxima do imposto de renda de 73% para 24% (bem como por incentivos fiscais para as alíquotas mais baixas). Mellon era uma das pessoas mais ricas dos Estados Unidos, o terceiro maior contribuinte do imposto de renda em meados da década de 1920, atrás apenas de John D. Rockefeller e Henry Ford. Enquanto atuou como secretário do Departamento do Tesouro dos Estados Unidos, sua riqueza atingiu o pico de cerca de US$ 300 a 400 milhões. As receitas do imposto de renda pessoal aumentaram de US$ 719 milhões em 1921 para mais de US$ 1 bilhão em 1929, um aumento médio de 4,2% ao ano durante um período de oito anos, o que os defensores atribuem ao corte da alíquota. 
Em 2012, economistas pesquisados pela Universidade de Chicago rejeitaram a ideia de que a curva de Laffer, que diz que a redução das alíquotas aumenta a arrecadação de impostos, se aplica aos impostos federais de renda dos Estados Unidos da época no médio prazo. Quando questionados se "uma redução nas alíquotas do imposto de renda federal nos Estados Unidos aumentaria a renda tributável o suficiente para que a receita tributária total anual fosse maior em cinco anos do que sem a redução de impostos", nenhum dos economistas pesquisados concordou e 71% discordaram. De acordo com o economista Jeffrey Frankel, da Universidade de Harvard, uma maioria substancial dos economistas rejeita a proposição de que os impostos de renda são tão altos nos Estados Unidos que as reduções de impostos se pagariam por si mesmas.

## Análise empírica
Um dos usos conceituais da curva de Laffer é determinar a alíquota de tributação que aumentará a receita máxima (em outras palavras, "otimizar" a arrecadação de receita). A alíquota de imposto que maximiza a receita não deve ser confundida com a alíquota de imposto ideal, que os economistas usam para descrever as alíquotas de imposto em um sistema tributário que gera um determinado montante de receita com o mínimo de distorções na economia.
Em 2017, Jacob Lundberg, da Universidade de Uppsala, estimou as curvas de Laffer para 27 países da OCDE, com alíquotas máximas de imposto de renda que maximizam a receita fiscal variando de 60 a 61% (Áustria, Luxemburgo, Holanda, Polônia, Suécia) a 74-76% (Alemanha, Suíça, Reino Unido, Estados Unidos). A maioria dos países parece ter definido suas alíquotas de imposto mais altas abaixo da alíquota máxima, enquanto cinco países a ultrapassam (Áustria, Bélgica, Dinamarca, Finlândia, Suécia).
Escrevendo em 2010, John Quiggin disse: "Na medida em que houve uma resposta econômica aos cortes de impostos de Reagan e aos de George W. Bush vinte anos mais tarde, parece ter sido, em grande parte, uma resposta keynesiana do lado da demanda, o que é de se esperar quando os governos fornecem às famílias uma renda líquida adicional no contexto de uma economia deprimida". Um estudo de 1999 do economista Austan Goolsbee, da Universidade de Chicago, que examinou as principais mudanças nas altas alíquotas de imposto de renda nos Estados Unidos a partir da década de 1920, não encontrou nenhuma evidência de que os Estados Unidos estivessem à direita do pico da curva de Laffer.

### Alíquota de imposto de renda na qual a receita é maximizada

Uma curva de Laffer assimétrica com um ponto de receita máxima em torno de uma alíquota de 70%, conforme estimado por Trabandt e Uhlig (2011)

No início da década de 1980, Edgar L. Feige e Robert T. McGee desenvolveram um modelo macroeconômico do qual derivaram uma curva de Laffer. De acordo com o modelo, a forma e a posição da curva de Laffer dependem da força dos efeitos do lado da oferta, da progressividade do sistema tributário e do tamanho da economia não observada. O economista Paul Pecorino apresentou um modelo em 1995 que previa que o pico da curva de Laffer ocorria em alíquotas de imposto em torno de 65%. Um rascunho de artigo de Y. Hsing que analisava a economia dos Estados Unidos entre 1959 e 1991 situava a alíquota média de imposto federal que maximizava a receita entre 32,67% e 35,21%. Um artigo de 1981 publicado no Journal of Political Economy apresentou um modelo que integrava dados empíricos que indicavam que o ponto de máxima receita tributária na Suécia na década de 1970 teria sido 70%. Um estudo de 2011 de Trabandt e Uhlig, publicado no Journal of Monetary Economics, estimou uma taxa de maximização de receita de 70% e estimou que os Estados Unidos e a maioria das economias europeias estavam à esquerda da curva de Laffer (em outras palavras, que o aumento dos impostos aumentaria ainda mais a receita). Um estudo de 2005 concluiu que, com exceção da Suécia, nenhum dos principais países da OCDE poderia aumentar a receita reduzindo a alíquota marginal de imposto.
O New Palgrave Dictionary of Economics relata que uma comparação de estudos acadêmicos produz uma faixa de alíquotas de maximização de receita que gira em torno de 70%.

### Discussão sobre o ponto de mudança da curva
Uma hipotética curva de Laffer para cada economia pode apenas ser estimada (frequentemente apresentando resultados controversos). O New Palgrave Dictionary of Economics relata que as estimativas de taxas de imposto relativas à maximização de receita têm variado bastante, com um alcance médio de cerca de 70% - ao passo que o economista norte-americano Paul Pecorino apresentou um modelo matemático em 1995 prevendo que o pico da curva de Laffer ocorreria quando a tributação alcança cerca de 65%.
Um esboço de Y. Hsing sobre a economia dos Estados Unidos entre 1959 e 1991 colocou a taxa média de imposto sobre o rendimento entre 32,67% e 35,21%.
Christina Romer, Professora de Economia da Universidade da Califórnia em Berkeley e ex-presidente do Conselho de Assessores Econômicos da administração Obama estimou em 33% de impostos o ponto de curva da Curva de Laffer.
Donald Trump, presidente dos Estados Unidos, político do Partido Republicano, aplicou diversas reduções de impostos em seu governo, baseando-se nas idéias de Arthur Laffer, e chegou a homenagear o mesmo, concedendo-lhe a Medalha Presidencial da Liberdade -maior honraria civil americana- ao economista, que escreveu um livro com elogios ao governo do republicano.

### Tributação de bens e serviços
A curva de Laffer também foi estendida à tributação de bens e serviços. Em seu artigo de 2018 da Econometrica, Miravete, Seim e Thurk mostram que, em mercados não competitivos, é importante considerar a resposta estratégica de precificação das empresas ao estimar a curva de Laffer. Os autores mostram que as empresas aumentam seus preços em resposta a uma redução no imposto ad valorem, levando a um aumento de quantidade menor do que seria esperado. O efeito líquido é o achatamento da curva de Laffer e o deslocamento do ponto máximo da receita para a direita.

### Análise do Congressional Budget Office
Em 2005, o United States Congressional Budget Office (CBO) divulgou um documento chamado "Analyzing the Economic and Budgetary Effects of a 10 Percent Cut in Income Tax Rates" (Analisando os efeitos econômicos e orçamentários de um corte de 10% nas alíquotas do imposto de renda). Esse documento considerou o impacto de uma redução estilizada de 10% na alíquota marginal do imposto de renda federal então existente nos Estados Unidos (por exemplo, se aqueles que enfrentam uma alíquota marginal de 25% do imposto de renda federal a tivessem reduzido para 22,5%). Diferentemente de pesquisas anteriores, o documento do CBO estima o impacto orçamentário dos possíveis efeitos macroeconômicos das políticas tributárias, ou seja, tenta levar em conta como as reduções nas alíquotas do imposto de renda individual podem afetar o crescimento futuro geral da economia e, portanto, influenciar as receitas tributárias futuras do governo e, por fim, impactar os déficits ou superávits. No cenário de crescimento estimado mais generoso do documento, apenas 28% da receita perdida projetada com a alíquota de imposto mais baixa seria recuperada em um período de 10 anos após uma redução geral de 10% em todas as alíquotas de imposto de renda de pessoa física. Em outras palavras, os déficits aumentariam quase no mesmo montante que o corte de impostos nos primeiros cinco anos, com uma receita de retorno limitada depois disso. Por meio do aumento dos déficits orçamentários, os cortes de impostos que beneficiam principalmente os ricos serão pagos - além dos juros - por meio de impostos suportados de forma relativamente uniforme por todos os contribuintes. O documento aponta que esses déficits projetados na receita teriam que ser compensados por empréstimos federais: o documento estima que o governo federal pagaria mais US$ 200 bilhões em juros ao longo da década coberta pela análise do documento. Em 2019, os economistas do Joint Committee on Taxation revisitaram a resposta macroeconômica e orçamentária à redução estilizada de 10% nas alíquotas legais do imposto de renda ordinário, mas a partir dos níveis estabelecidos pela P.L. 115-97. Embora incorporando detalhes fiscais adicionais na estrutura de modelagem em relação às análises anteriores, o documento estima de forma semelhante que essa mudança de política resultaria em aumento dos déficits orçamentários - tanto no curto quanto no longo prazo - depois de contabilizar o feedback de receita das mudanças macroeconômicas.

### Reino Unido
Após a redução da alíquota máxima do imposto de renda no Reino Unido de 50% para 45% em 2013, o HMRC estimou que o custo da redução do imposto foi de cerca de £100 milhões (de uma renda para esse grupo de cerca de £90 bilhões), mas com grande incerteza em ambos os lados. Robert Chote, presidente do UK Office for Budget Responsibility, comentou que o Reino Unido estava "passeando pelo topo da curva de Laffer", o que implica que as alíquotas de impostos do Reino Unido estavam próximas da alíquota ideal.

### Austrália
A Austrália aumentou seu imposto sobre o tabaco no período de 2005 em diante. O imposto sobre o tabaco atingiu um pico em 2019 e depois começou a diminuir à medida que o imposto por cigarro aumentava.

### Outros
Laffer apresentou os exemplos da Rússia e dos países bálticos, que instituíram um imposto fixo com alíquotas inferiores a 35% na mesma época em que suas economias começaram a crescer. Da mesma forma, ele se referiu ao resultado econômico dos cortes de impostos Kemp-Roth, dos cortes de impostos Kennedy, dos cortes de impostos da década de 1920 e das mudanças na estrutura de impostos sobre ganhos de capital dos Estados Unidos em 1997. Alguns também citaram a Lei de Hauser, que postula que as receitas federais dos Estados Unidos, como porcentagem do PIB, permaneceram estáveis em aproximadamente 19,5% no período de 1950 a 2007, apesar das mudanças nas alíquotas marginais de impostos no mesmo período. Outros, no entanto, chamaram a Lei de Hauser de "enganosa" e afirmam que as mudanças tributárias tiveram grandes efeitos sobre as receitas tributárias.
Em 2012, com base nos argumentos da curva de Laffer, o governador do Kansas, Sam Brownback, reduziu muito as alíquotas de impostos estaduais no que foi chamado de experimento do Kansas. Laffer recebeu US$ 75.000 para assessorar na criação do plano de corte de impostos de Brownback e deu a Brownback seu total endosso, afirmando que o que Brownback estava fazendo era "verdadeiramente revolucionário". O estado, que anteriormente tinha um superávit orçamentário, teve um déficit orçamentário de cerca de US$ 200 milhões em 2012. Seguiram-se cortes drásticos no financiamento estadual para educação e infraestrutura antes que o corte de impostos fosse revogado em 2017 por uma super maioria bipartidária na legislatura do Kansas.